# Giro de Toscana
El Giro de Toscana (oficialmente:Giro della Toscana) es una carrera ciclista italiana de un día disputada en la provincia de Arezzo en Toscana, concretamente con la salida en Sansepolcro y la llegada en Arezzo.
Fue creada en 1923. Las ediciones de 1933 y 1934 fueron carreras por etapas para corredores amateur. El Giro de Toscana designó al campeón de Italia en 1946, 1967 y 1986. Desde la creación de los Circuitos Continentales UCI en 2005 forma parte en el Circuito Continental del UCI Europe Tour, dentro de la categoría 1.1.

### Ediciones profesionales
| Año                               | Ganador                  | Segundo                  | Tercero                  |
| --------------------------------- | ------------------------ | ------------------------ | ------------------------ |
| 1923                              | Costante Girardengo      | Federico Gay             | Giovanni Brunero         |
| 1924                              | Costante Girardengo      | Pietro Linari            | Michele Gordini          |
| 1925                              | Nello Ciaccheri          | Marco Giuntelli          | Giovanni Del Taglio      |
| 1926                              | Alfredo Binda            | Costante Girardengo      | Domenico Piemontesi      |
| 1927                              | Alfredo Binda            | Domenico Piemontesi      | Giovanni Brunero         |
| 1928                              | Alessandro Catalani      | Colombo Neri             | Mario Pomposi            |
| 1929                              | Leonida Frascarelli      | Siro Magagnini           | Marco Giuntelli          |
| 1930                              | Pio Caimmi               | Alfredo Binda            | Luigi Marchisio          |
| 1931 edición no realizada         |                          |                          |                          |
| 1932                              | Learco Guerra            | Luigi Giacobbe           | Alfredo Binda            |
| 1933 edición no realizada         |                          |                          |                          |
| 1934                              | Mario Cipriani           | Giuseppe Martano         | Adriano Vignoli          |
| 1935                              | Mario Cipriani           | Giuseppe Martano         | Giuseppe Olmo            |
| 1936                              | Giovanni Cazzulani       | Mario Cipriani           | Giovanni Gotti           |
| 1937                              | Olimpio Bizzi            | Glauco Servadei          | Giovanni Valetti         |
| 1938                              | Mario Vicini             | Learco Guerra            | Ruggero Balli            |
| 1939                              | Gino Bartali             | Mario Vicini             | Olimpio Bizzi            |
| 1940                              | Gino Bartali             | Mario Vicini             | Sebastiano Torchio       |
| 1941                              | Fausto Coppi             | Gino Bartali             | Gino Fondi               |
| 1942                              | Vito Ortelli             | Gino Bartali             | Glauco Servadei          |
| 1943                              | Olimpio Bizzi            | Glauco Servadei          | Gino Bartali             |
| 1944-1945 ediciones no realizadas |                          |                          |                          |
| 1946                              | Aldo Ronconi             | Gino Bartali             | Vito Ortelli             |
| 1947                              | Bruno Pasquini           | Nedo Logli               | Alfredo Martini          |
| 1948                              | Gino Bartali             | Luciano Maggini          | Sergio Maggini           |
| 1949                              | Fiorenzo Magni           | Danilo Barozzi           | Leo Castellucci          |
| 1950                              | Gino Bartali             | Primo Volpi              | Giulio Bresci            |
| 1951                              | Loretto Petrucci         | Giuseppe Minardi         | Franco Giacchero         |
| 1952                              | Rinaldo Moresco          | Franco Giacchero         | Angelo Conterno          |
| 1953                              | Gino Bartali             | Elio Brasola             | Giovanni Pettinati       |
| 1954                              | Fiorenzo Magni           | Armando Barducci         | Pasquale Fornara         |
| 1955                              | Arrigo Padovan           | Franco Aureggi           | Tranquillo Scudellaro    |
| 1956                              | Nello Fabbri             | Cleto Maule              | Guido de Santi           |
| 1957                              | Alfredo Sabbadin         | Emilio Bottecchia        | Giorgio Albani           |
| 1958                              | Willy Vannitsen          | Guido Carlesi            | Giorgio Albani           |
| 1959                              | Adriano Zamboni          | Angelo Conterno          | Guido Boni               |
| 1960                              | Nino Defilippis          | Adriano Zamboni          | Guido Carlesi            |
| 1961                              | Marino Fontana           | Adriano Zamboni          | Rino Benedetti           |
| 1962                              | Guido Carlesi            | Diego Ronchini           | Dino Liviero             |
| 1963                              | Vito Taccone             | Vittorio Adorni          | Imerio Massignan         |
| 1964                              | Giorgio Zancanaro        | Roberto Poggiali         | Aldo Moser               |
| 1965                              | Luciano Sambi            | Imerio Massignan         | Renzo Baldan             |
| 1966                              | Rudi Altig               | Dino Zandegù             | Felice Gimondi           |
| 1967                              | Franco Balmamion         | Michele Dancelli         | Vittorio Adorni          |
| 1968                              | Franco Bitossi           | Adriano Durante          | Marino Basso             |
| 1969                              | Giorgio Favaro           | Ernesto Jotti            | Attilio Rota             |
| 1970                              | Gianfranco Bianchin      | Ernesto Jotti            | Romano Tumellero         |
| 1971                              | Giancarlo Polidori       | Antoine Houbrechts       | Arturo Pecchielan        |
| 1972                              | Josef Fuchs              | Georges Pintens          | Giuseppe Perletto        |
| 1973                              | Roger de Vlaeminck       | Roberto Poggiali         | Fabrizio Fabbri          |
| 1974                              | Francesco Moser          | Franco Bitossi           | Sigfrido Fontanelli      |
| 1975                              | Tino Conti               | Franco Bitossi           | Roger de Vlaeminck       |
| 1976                              | Francesco Moser          | Walter Riccomi           | Pierino Gavazzi          |
| 1977                              | Francesco Moser          | Roger de Vlaeminck       | Alfio Vandi              |
| 1978                              | Giuseppe Perletto        | Pierino Gavazzi          | Giuseppe Martinelli      |
| 1979                              | Mario Noris              | Giuseppe Fatato          | Renato Laghi             |
| 1980                              | Nazzareno Berto          | Giuseppe Saronni         | Pierino Gavazzi          |
| 1981                              | Gianbattista Baronchelli | Pierino Gavazzi          | Francesco Moser          |
| 1982                              | Francesco Moser          | Gianbattista Baronchelli | Alfio Vandi              |
| 1983                              | Alfons De Wolf           | Massimo Ghirotto         | Ricardo Magrini          |
| 1984                              | Gianbattista Baronchelli | Bruno Leali              | Giuliano Pavanello       |
| 1985                              | Ezio Moroni              | Giovanni Mantovani       | Jens Veggerby            |
| 1986                              | Claudio Corti            | Roberto Visentini        | Massimo Ghirotto         |
| 1987                              | Renato Piccolo           | Claudio Chiappucci       | Roberto Pagnin           |
| 1988                              | Ronald Kiefel            | Silvano Contini          | Daniele Pizzol           |
| 1989                              | Maurizio Fondriest       | Dmitri Konyschew         | Gianbattista Baronchelli |
| 1990                              | Marco Saligari           | Marco Lietti             | Roberto Pagnin           |
| 1991                              | Massimiliano Lelli       | Leonardo Sierra          | Giorgio Furlan           |
| 1992                              | Giorgio Furlan           | Leonardo Sierra          | Gianni Faresin           |
| 1993                              | Massimiliano Lelli       | Leonardo Sierra          | Stefano della Santa      |
| 1994                              | Francesco Casagrande     | Pascal Richard           | Massimo Ghirotto         |
| 1995                              | Massimo Podenzana        | Denis Zanette            | Alberto Elli             |
| 1996 edición no realizada         |                          |                          |                          |
| 1997                              | Sergio Barbero           | Michele Bartoli          | Vladímir Pulnikov        |
| 1998                              | Francesco Secchiari      | Stefano Faustini         | Massimo Donati           |
| 1999                              | Luca Scinto              | Nicola Miceli            | Alessandro Spezialetti   |
| 2000                              | Ruslan Ivanov            | Sergio Barbero           | Gianluca Bortolami       |
| 2001                              | Gorazd Stangelj          | Pascal Hervé             | Pablo Lastras            |
| 2002                              | Aleksandr Shefer         | Paolo Bettini            | Giuseppe Palumbo         |
| 2003                              | Rinaldo Nocentini        | Massimo Giunti           | Tadej Valjavec           |
| 2004                              | Matteo Tosatto           | Alberto Ongarato         | Dmitri Konyschew         |
| 2005                              | Daniele Bennati          | Mijailo Jalilov          | Marco Velo               |
| 2006                              | Przemysław Niemiec       | Giuliano Figueras        | Vladimir Duma            |
| 2007                              | Vincenzo Nibali          | Matteo Priamo            | Borís Shpilevski         |
| 2008                              | Mattia Gavazzi           | Francesco Chicchi        | Gabriele Balducci        |
| 2009                              | Alessandro Petacchi      | Manuel Belletti          | Ruggero Marzoli          |
| 2010                              | Daniele Bennati          | Marco Marcato            | Caleb Fairly             |
| 2011                              | Daniel Martin            | Mauro Santambrogio       | Miguel Ángel Rubiano     |
| 2012                              | Alessandro Ballan        | Carlos Betancur          | Valerio Agnoli           |
| 2013                              | Mattia Gavazzi           | Iván Rovni               | Taylor Phinney           |
| 2014                              | Pieter Weening           | Jérôme Baugnies          | Roman Maikin             |
| 2015 edición no realizada         |                          |                          |                          |
| 2016                              | Daniele Bennati          | Sonny Colbrelli          | Giovanni Visconti        |
| 2017                              | Guillaume Martin         | Giovanni Visconti        | Mattia Cattaneo          |
| 2018                              | Gianni Moscon            | Romain Bardet            | Domenico Pozzovivo       |
| 2019                              | Giovanni Visconti        | Egan Bernal              | Nicolai Cherkasov        |
| 2020                              | Fernando Gaviria         | Robert Stannard          | Ethan Hayter             |
| 2021                              | Michael Valgren          | Alessandro De Marchi     | Diego Ulissi             |
| 2022                              | Marc Hirschi             | Lorenzo Rota             | Daniel Felipe Martínez   |
| 2023                              | Pavel Sivakov            | Richard Carapaz          | Felix Großschartner      |
| 2024                              | Clément Champoussin      | Michael Storer           | Jordan Jegat             |
| 2025                              |                          |                          |                          |

### Ediciones amateur
| Año  | Ganador           | Segundo       | Tercero           |
| ---- | ----------------- | ------------- | ----------------- |
| 1933 | Tamberi           | Del Cancia    | Andretta          |
| 1934 | Renato Scorticati | Ruggero Balli | Agostino Bellandi |

## Palmarés por países
| País           | Victorias |
| -------------- | --------- |
| Italia         | 80        |
| Bélgica        | 3         |
| Francia        | 3         |
| Suiza          | 2         |
| Alemania       | 1         |
| Estados Unidos | 1         |
| Moldavia       | 1         |
| Eslovenia      | 1         |
| Kazajistán     | 1         |
| Polonia        | 1         |
| Irlanda        | 1         |
| Países Bajos   | 1         |
| Colombia       | 1         |
| Dinamarca      | 1         |
| Suiza          | 1         |